# 生命有TAKE2
《生命有TAKE2》（Time Off，前名《明天不一樣》），香港電視廣播有限公司時裝電視劇。監製徐正康。
此劇為佘詩曼於無綫電視參演的首部電視劇作品。

## 故事概要
任職地產公司的陳力行（郭耀明飾）與地盤工頭周家全（黃日華飾）分別因衝動犯事，被判入獄。二人獄中相遇，經了解後化敵為友，更結識了樂於助人的社工譚芷珊（陳法蓉飾） 。後力行刑滿出獄，本欲重新開始，卻遭人連番白眼，在岳母的冷嘲熱諷下，一時意氣與妻麥婉儀（佘詩曼飾）分居。而對婉儀一直未忘情的「鑽石王老五」劉仲年（鄭子誠飾）遂乘機力加追求。 
另一方面，家全出獄後與力行開設裝修公司，昔日同倉囚犯紛紛投靠，公司業務漸有起色。後力行更得仲年幫助重獲專業資格，有機重新振作，但為個人聲譽和前途，力行竟漸疏遠一眾釋囚。家全獨力難支下，裝修公司陷入困境，幸得芷珊鼓勵，二人患難見真情。時力行小叔麥世豪（謝天華飾）為私利偷工減料，引致地盤意外，家全等人皆被困塌土之中，生命懸繫一線。究竟力行會否伸出援助之手？

## 演員表

### 周家
| 演員   | 角色   | 暱稱／關係                                                                    |
| 朱咪咪 | 周家碧 | 周家全之姊 周惠敏、周偉杰之姑媽                                               |
| 黃日華 | 周家全 | 地盤工頭 周家碧之弟 歐麗琪之前夫 周惠敏、周偉杰之父 陳力行之好友 譚芷珊之男友 |
| 馮曉文 | 歐麗琪 | 周家全之前妻 周惠敏、周偉杰之母 John之妻                                      |
| 歐倩怡 | 周惠敏 | Mandy 周家全、歐麗琪之長女 周偉杰之姊 鮑天明之女友                            |
| 謝子峰 | 周偉杰 | 周家全、歐麗琪之次子 周惠敏之弟                                               |

### 麥家
| 演員   | 角色   | 暱稱／關係                                                                       |
| 楚 原  | 麥志偉 | 趙美真之夫 麥世康、麥婉儀、麥世豪之父                                            |
| 譚倩紅 | 趙美真 | 麥志偉之妻 麥世康、麥婉儀、麥世豪之母                                            |
| 張國強 | 麥世康 | Mark 麥志偉、趙美真之長子 麥婉儀、麥世豪之兄                                     |
| 佘詩曼 | 麥婉儀 | Ada 麥志偉、趙美真之女 麥世康之妹 麥世豪之姊 劉仲年之追求對象 陳力行之妻，後分居 |
| 謝天華 | 麥世豪 | Thomas 麥志偉、趙美真之幼子 麥世康、麥婉儀之弟                                   |

### 陳家
| 演員   | 角色   | 暱稱／關係                                                   |
| 馮素波 | 張 玲  | 陳力行之母                                                   |
| 郭耀明 | 陳力行 | 阿力 張玲之子 周家全之好友 劉仲年之情敵 麥婉儀之丈夫，後分居 |

### 其他演員
| 演員   | 角色   | 暱稱／關係                     |
| 陳法蓉 | 譚芷珊 | Jacky 社工 周家全之女友        |
| 鄭子誠 | 劉仲年 | Calvin 追求麥婉儀 陳力行之情敵 |
| 陳建穎 | 鮑天明 | 周惠敏之男友                   |
| 許紹雄 | 李 成  |                                |
| 李家鼎 | 大 喪  |                                |
| 譚權輝 | 大隻廣 | 大喪之手下                     |
| 李啟傑 | 咖 哩  | 大喪之手下                     |
| 河國榮 | John   | 歐麗琪之夫                     |

- 郭卓樺 飾 大Dee
- 黃文標 飾 亞　華
- 楊子韜 飾 蛇　皮
- 游　飈 飾 咕嚕肉
- 鄭　雷 飾 唐
- 虞天偉 飾 佳
- 黃煒林 飾 貴
- 林敬剛 飾 蛇仔明
- 陳狄克 飾 老　李
- 林芷筠 飾 敏同學May
- 洪菁儀 飾 敏同學Sandy
- 郭德信 飾 郭經理
- 曾慧雲 飾 經理甲
- 李煌生 飾 經理乙
- 鄧煜榮 飾 經理丙
- 尤　程 飾 郭秘書
- 戴耀明 飾 余　仔
- 彭國樑 飾 亞　劉
- 麥嘉倫 飾 Raymond
- 黃月明 飾 力秘書
- 曾健明 飾 方議員
- 何綺敏 飾 售貨員
- 黃德斌 飾 消防隊長
- 鍾建文 飾 潛水員
- 黃仲匡 飾 地盤工人
- 黃振威 飾 C.I.D.
- 張俊華 飾 C.I.D.
- 談泉慶 飾 工程學會幹事
- 李家強 飾 C.I.D.
- 何偉業 飾 C.I.D.
- 林佩君 飾 公　關
- 伍燕妮 飾 接待員
- 古明華 飾 C.I.D.
- 劉深宜 飾 C.I.D.
- 陳紫媚 飾 老　師
- 蔡國慶 飾 法　官
- 李志華 飾 秘　書
- 方　傑 飾 李律師
- 吳亦謙 飾 李助手
- 張漢斌 飾 主控官
- 曹　濟 飾 法　官
- 甘子正 飾 秘　書
- 陳榮峻 飾 主控官
- 王偉樑 飾 何律師
- 李麗麗 飾 李　妻
- 魏惠文 飾 懲教助理
- 戴少民 飾 懲教主任
- 李　岡 飾 懲教總監 - 徐Sir
- 黃成想 飾 黃　康
- 劉志清 飾 陳宏衍
- 焦　雄 飾 導　師
- 蘇恩磁 飾 羅主任
- 何嘉麗 飾 Amy
- 黃偌儀 飾 蓮　妹
- 孫恩明 飾 亞　森
- 梁輝宗 飾 Peter
- 陳　琪 飾 Yan
- 陳中堅 飾 總福利官
- 嚴文軒 飾 社　工
- 蘇麗明 飾 年秘書
- 蘇敏聰 飾 醫　生
- 周凱珊 飾 Connie
- 邱萬城 飾 馬
- 鄧汝超 飾 陸
- 黃天鐸 飾 王老板
- 杜大偉 飾 男主角
- 鄺佐輝 飾 醫　生
- 呂劍光 飾 蔡舍監
- 李鴻杰 飾 霍醫生
- 陳燕航 飾 大Dee妻
- 邵卓堯 飾 幫　辨
- 勞少娟 飾 護　士
- 劉桂芳 飾 老闆娘
- 何美好 飾 貨倉Sales
- 鄧榮燊 飾 黃先生
- 趙淑儀 飾 Gigi
- 凌　漢 飾 士多老闆
- 蔣　克 飾 C.I.D.
- 雷穎怡 飾 空　姐
- 施　敏 飾 售畫員工
- 陳勉良 飾 貨倉老闆
- 李慧萍 飾 Sales
- 楊證樺 飾 金毛飛
- 招石文 飾 老　闆
- 呂幹文 飾 職　員
- 鄧建邦 飾 職　員
- 陳肖明 飾 儀秘書
- 張松枝 飾 侍　應
- 黃芍君 飾 接待員
- 伍慧珊 飾 敏同學
- 陳楚翹 飾 女配角
- 黃月明 飾 女配角
- 王維德 飾 導　演
- 鍾建文 飾 助　導
- 何君龍 飾 助　導
- 歐家瑋 飾 風保母
- 劉家聰 飾 風　風
- 劉深宜 飾 助　導
- 薛崇基 飾 保　安
- 葉震聲 飾 管理主任
- 何啟南 飾 阿　龍
- 盧卓南 飾 阿　武
- 譚一清 飾 天　叔
- 鍾建文 飾 醫　生
- 鄧英敏 飾 福利官
- 孫季卿 飾 報　販
- 石　云 飾 出版負責人
- 梁雪媚 飾 接待員
- 區　嶽 飾 船　家
- 湯俊明 飾 職　員
- 李子奇 飾 律　師
- 李煒棋 飾 經　理
- 何偉業 飾 睇場甲
- 甘子正 飾 睇場乙
- 李志華 飾 醫　生
- 戴耀明 飾 力助手
- 彭國樑 飾 力助手
- 梁健平 飾 陳醫生
- 黃振威 飾 守衛甲
- 劉深宜 飾 守衛乙
- 張智軒 飾 C.I.D.
- 古明華 飾 老　師
- 劉倫寶 飾 空　姐
- 宋芝齡 飾 地　勤

## 軼聞
多年後的訪問節目里，佘詩曼回憶起拍攝此劇時，曾被被一名助導（張永豪Gary）無理責駡的經歷。她客串此劇時，有一天助導張永豪臨時讓她早到拍攝現場，她說盡量。結果準時到達的她，卻在準備對稿時被他責駡，因為她沒有帶劇本。她試圖解釋她的台詞只有一句，且已經做好準備工作，卻被其向她投擲劇本，說出了一些傷人的話。
為了不影響拍攝進度，佘詩曼選擇了忍耐。但當她完成拍攝工作，坐上的士準備回家時她終於忍不住爆哭，甚至嚇到了司機。後來，她得知有人目睹了她被辱駡的情況，並向TVB投訴，但她選擇了息事寧人，該助導最終只是被調離了劇組。

## 電視節目的變遷
| 香港無綫電視翡翠台 星期一至五 20:20－21:15 | 香港無綫電視翡翠台 星期一至五 20:20－21:15  | 香港無綫電視翡翠台 星期一至五 20:20－21:15 |
| ------------------------------------------ | ------------------------------------------- | ------------------------------------------ |
|                                            | 生命有Take2 （2000.5.22 － 2000.6.9）       |                                            |
| 笑傲江湖 （2000.3.20 － 2000.5.19）        | 康熙微服私訪記III （2000.6.12 － 2000.7.7） |                                            |

1. ↑  新假期. . 新假期. 2024-04-29  [2025-08-12] （中文（香港））.